# Pietro Maria Marsolo
Pietro Maria Marsolo, o Marsoli, o Marzoli, o Marzolo (Messina, 1580 circa – Piacenza, 9 novembre 1615 dopo il), è stato un compositore e presbitero italiano.

## Biografia
Non si hanno molte notizie biografiche su Marsolo. Nei frontespizi delle opere asserisce essere stato di famiglia nobile e di essere dottore utriusque iuris; mentre il casato "Marsolo" è ignoto ai repertori araldici siciliani, è possibile che abbia fatto studi giuridici all'Università degli Studi di Messina. Da una dedica a una raccolta di mottetti al vescovo di Ferrara Giovanni Fontana nel 1608 si apprende che Marsolo era stato ordinato sacerdote.
Nel 1604 si trasferì a Ferrara. Compose soprattutto madrigali a 5 voci, su testi di Giovan Battista Marino (1569-1625), e musica sacra; la prima opera sacra a noi nota, la Missa Motecta del 1606 è dedicata alle suore del monastero di Sant'Antonio in Polesine. Il Secondo libro dei madrigali a quattro voci opera X, Marsolo utilizza arie dei monodisti della fine del XVI secolo (Giulio Caccini, Achille Falcone, Lelio Bertani, Sebastián Raval, ecc.) però col supporto del basso continuo. Nel 1609 fu assunto come maestro di cappella del Duomo di Fano; ma nel maggio del 1610 tornò a Ferrara. Nel 1612 tentò senza fortuna di succedere a Claudio Monteverdi alla corte di Mantova. Rimase perciò a Ferrara fino al 1615, anno in cui fu nominato maestro di cappella a Piacenza; dopo questa data non si hanno più notizie su di lui.

## Composizioni
- Primo libro di madrigali a cinque voci[3]
- Missa Motecta Vesperarumque Psalmi octonibus vocibus concinendi, ab illustri excellentissimoque D.D. Petro Maria Marsolo nob. mes. ac utr. iur. doct. compositi, Venetijs: apud Iacobum Vincentium , 1606
- Il Secondo libro de' Madrigali a cinque voci, Venetia: appresso Giacomo Vincenti , 1604
- Madrigali boscarecci a quattro vici di D. Pietro Maria Marsolo Siciliano da Messina, V.I.D. opera sesta, Venetia: Giacomo Vincenti , 1607
- Il Terzo Libro de Madrigali a cinque voci, Venetia: Giacomo Vincenti , 1607
- Mottecta quinque vocibus concinenda ecc. Opus Septimum, Venetijs: apud Jacobum Vincentium , 1608. Contiene: Mottetti. Cantus, Contralto, Tenore, Basso, Quinta vox, Basso continuo.[2]
- Il Quarto Libro de' Madrigali a cinque voci di D. Pietro Marsolo siciliano di Messina V.I.D. Opera Ottava, Venetia: Giacomo Vincenti, 1609
- Il Quinto Libro de' Madrigali a cinque voci di D. Pietro Maria Marsolo siciliano da Messina, Opera Nona, Venetia: Giacomo Vincenti , 1609
- Motecta quinque vocibus decantanda in totius anni solemnioribus diebus. Liber Secundus. D. Petri Mariae Marsoli I.V.D. siculi nob. mess. in cathedrali, nec non illustrissima Intrepidorum Academia Ferrariae musicaes praefecti. Opus Undecimum, Venetiis: Jacuboum Vincentium , 1614
- Secondo libro dei madrigali a quattro voci, opera decima: 1614; Un madrigale a cinque voci: 1604; Sei concerti a una, due e tre voci: 1620-1624; trascriz. e prefaz. di Lorenzo Bianconi; english translation by Michael Aspinall, Roma: De Santis, 1973